# Creyssac
Creyssac – miejscowość i gmina we Francji, w regionie Nowa Akwitania, w departamencie Dordogne.
Według danych na rok 2009 gminę zamieszkiwało 98 osób, a gęstość zaludnienia wynosiła 21 osób/km². Na wschodzie i południu gminy znajdują się dwa obszary programu Natura 2000. W Creyssac można odnaleźć ślady osadnictwa z epoki neolitu.